# You Can Count On Me
You Can Count On Me là một bộ phim chính kịch 2000 của Mỹ có sự tham gia của Laura Linney, Mark Ruffalo, Rory Culkin và Matthew Broderick. Do Kenneth Lonergan đạo diễn và viết kịch bản, phim kể về câu chuyện của Sammy, một bà mẹ đơn thân sống trong một thị trấn nhỏ, và mối quan hệ phức tạp của cô với gia đình và bạn bè. Câu chuyện diễn ra trong cộng đồng giả tưởng Catskill của Scottsville và Auburn, New York. Phim được quay chính trong và xung quanh Margaretville, New York.